# Tabo (langue)
Pour les articles homonymes, voir Tabo.
Le tabo (ou waia) est une langue papoue parlée en Papouasie-Nouvelle-Guinée, dans la province ouest.

## Classification
S. Wurm (1975) apparente le tabo aux langues pahoturi et par-là même en fait une langue de trans-Nouvelle-Guinée, sans présenter de données qui appuient cette hypothèse. Haspelmath, Hammarström, Forkel et Bank rejettent cette classification, en mettant en avant le fait que les pronoms personnels, utilisés par Malcolm Ross (2005) comme élément de parenté entre les langues papoues ne correspondent pas. ils considèrent le tabo comme un isolat linguistique.

## Sources
- (en) Malcolm Ross, 2005, Pronouns as a preliminary diagnostic for grouping Papuan languages, dans Andrew Pawley, Robert Attenborough, Robin Hide, Jack Golson (éditeurs) Papuan pasts: cultural, linguistic and biological histories of Papuan-speaking peoples, Canberra, Pacific Linguistics. pp. 15–66.